# Список кантри-рекордов Billboard
Список кантри-рекордов Billboard (англ. List of Billboard Hot Country Songs chart achievements, «достижения в области кантри-музыки Биллборда») включает все рекорды и достижения в области кантри-музыки по результатам подсчета статистики Hot Country Songs, публикуемой американским журналом Billboard. Фактически это все рекорды официального хит-парада США — самого крупного национального музыкального рынка в мире.

## Статистика по хитам

### Певцы по числу кантри-хитов в чарте
- 168 — Джордж Джонс[4]
- 146 — Эдди Арнольд[5]
- 135 — Джонни Кэш[6][7]
- 114 — Джордж Стрейт[8]
- 111 — Долли Партон[9][10]
- 109 — Рэй Прайс[11]
- 108 — Хэнк Уильямс[12]
- 105 — Мерл Хаггард[13]
- 104 — Конвей Твитти[14]
- 90 — Marty Robbins
- 90 — Вэйлон Дженнингс[15]

### Певцы по числу хитов в Top 40
- 145 — Джордж Джонс
- 128 — Эдди Арнольд
- 105 — Джонни Кэш
- 98 — Джордж Стрейт
- 93 — Мерл Хаггард

### Певцы по числу хитов в Top 10
… за все годы в сумме …
- 92 — Eddy Arnold[16]
- 86 — George Strait
- 78 — George Jones
- 75 — Conway Twitty
- 71 — Merle Haggard

… за последние 25 лет …
- 45 — Kenny Chesney (1995—2014)[17]
- 44 — Tim McGraw (1995—2014)

### По числу № 1 кантри-хитов
- 44 — Джордж Стрейт (последний #1 был 18.4.2009)
- 40 — Conway Twitty (последний #1 был 6.9.1986)
- 38 — Merle Haggard (последний #1 был 20.2.1988)
- 35 — Ronnie Milsap (последний #1 был 23.12.1989)
- 33 — Alabama (последний #1 был 4.6.2011)
- 29 — Чарли Прайд (последний #1 был 17.9.1983)
- 28 — Eddy Arnold (последний #1 был 19.10.1968)
- 26 — Alan Jackson (последний #1 был 20.11.2011)
- 25 — Долли Партон (последний #1 был 4.3.2006)
- 25 — Reba McEntire (последний #1 был 1.1.2011)
- 25 — Тим Магроу (последний #1 был 10.1.2015)
- 21 — Brooks & Dunn (лидеры среди дуэтов)[18]

### По числу кантри-хитов № 1 за один год
- 5 — у двух певцов:
  - Eddy Arnold, 1948 — с песнями "Anytime, " "Bouquet of Roses, " "Texarkana Baby, " «Just a Little Lovin' (Will Go a Long, Long Way)» и «A Heart Full of Love (For a Handful of Kisses).»
  - Charlie Rich, 1974 — с песнями "There Won’t Be Anymore, " "A Very Special Love Song, " "I Don't See Me in Your Eyes Anymore, " «I Love My Friend» и «She Called Me Baby.»

Примечание: Для Eddy Arnold не учитывается сингл "I’ll Hold You in My Heart (Til I Can Hold You In My Arms), " который начал своё 21-недельное лидерство на № 1 в ноябре 1947 и оставался на вершине хит-парада кантри-хитов до 1948 года.

### По числу хитов подряд на № 1
| Streak | Исполнитель        | Первый хит № 1 и год                    | Последний хит № 1 и год                | Неудачный следующий хит                                 |
| ------ | ------------------ | --------------------------------------- | -------------------------------------- | ------------------------------------------------------- |
| 21     | Alabama            | «Tennessee River» (август 1980)         | «'You've Got' The Touch» (апрель 1987) | «Tar Top» (№ 7 — ноябрь 1987)                           |
| 16     | Earl Thomas Conley | «Your Love’s on the Line» (август 1983) | «Love Out Loud» (июнь 1989)            | «You Must Not Be Drinking Enough» (№ 26 — октябрь 1989) |
| 16     | Sonny James        | «Need You» (май 1967)                   | «Here Comes Honey Again» (ноябрь 1971) | «Only Love Can Break a Heart» (№ 2 — март 1972)         |

### Певцы по сумме недель на № 1
- 145 — Эдди Арнольд[16]
- 111 — Уэбб Пирс
- 90 — Florida Georgia Line[19]
- 84 — Джордж Стрейт[19]
- 82 — Бак Оуэнс
- 82 — Hank Williams with His Drifting Cowboys

Источник:

### Хиты по числу недель на № 1
- Дополнения с 1958 года по июнь 2023 года здесь[20][21]

| Недель | Песня                                                        | Исполнитель                                 | Год       | Ссылка                             |
| ------ | ------------------------------------------------------------ | ------------------------------------------- | --------- | ---------------------------------- |
| 50     | «Meant to Be»                                                | Биби Рекса при участии Florida Georgia Line | 2017—18   | [ 22 ] [ 23 ] [ 24 ] [ 25 ] [ 26 ] |
| 34     | «Body Like a Back Road»                                      | Sam Hunt                                    | 2017      | [ 27 ]                             |
| 27     | «I Hope»                                                     | Габби Барретт                               | 2020—2021 | [ 28 ]                             |
| 24     | «Cruise»                                                     | Florida Georgia Line                        | 2012—13   | [ 27 ]                             |
| 24     | «Fancy Like»                                                 | Walker Hayes                                | 2021-22   | [ 29 ]                             |
| 21     | «I'll Hold You in My Heart (Till I Can Hold You in My Arms)» | Eddy Arnold                                 | 1947—48   | [ 30 ]                             |
| 21     | «I’m Moving On»                                              | Hank Snow                                   | 1950      | [ 30 ]                             |
| 21     | «In the Jailhouse Now»                                       | Webb Pierce                                 | 1955      | [ 30 ]                             |
| 21     | «So Long Pal»                                                | Al Dexter and His Troopers                  | 1944      | [ 30 ]                             |
| 21     | «10,000 Hours»                                               | Dan + Shay и Джастин Бибер                  | 2019—20   | [ 31 ]                             |
| 20     | «I Don't Hurt Anymore»                                       | Hank Snow                                   | 1954      | [ 32 ]                             |
| 20     | «Crazy Arms»§                                                | Рэй Прайс                                   | 1956      | [ 33 ]                             |
| 19     | «Walk On By»                                                 | Leroy Van Dyke                              | 1961—1962 | [ 30 ]                             |
| 19     | «Bouquet Of Roses»                                           | Eddy Arnold                                 | 1947—48   | [ 30 ]                             |
| 19     | «The Bones»                                                  | Maren Morris                                | 2020      | [ 34 ]                             |
| 19     | «Last Night»                                                 | Морган Уоллен                               | 2023      | [ 20 ]                             |
| 19     | «You Proof»                                                  | Морган Уоллен                               | 2022      | [ 35 ]                             |
| 18     | «H.O.L.Y.»                                                   | Florida Georgia Line                        | 2016      | [ 27 ]                             |
| 17     | «Heartbreak Hotel»                                           | Элвис Пресли                                | 1956      | [ 30 ]                             |
| 17     | «Slowly»                                                     | Webb Pierce                                 | 1954      | [ 30 ]                             |
| 17     | «Slippin' Around»                                            | Jimmy Wakely и Margaret Whiting             | 1949—50   | [ 30 ]                             |
| 17     | «Die a Happy Man»                                            | Томас Ретт                                  | 2015—16   | [ 36 ]                             |
| 16     | «Love's Gonna Live Here»                                     | Buck Owens                                  | 1963—64   | [ 27 ]                             |
| 16     | «Lovesick Blues»                                             | Hank Williams                               | 1949—50   | [ 30 ]                             |
| 16     | «Smoke! Smoke! Smoke! (That Cigarette)»                      | Tex Williams                                | 1947—48   | [ 30 ]                             |
| 16     | «New Spanish Two Step»                                       | Bob Wills                                   | 1946—47   | [ 30 ]                             |
| 16     | «Guitar Polka»                                               | Al Dexter                                   | 1946—47   | [ 30 ]                             |

Замечание: Песни, обозначенные , лидировали до 1958 года в хит-параде Most Played в чарте Juke Boxes (1944—58). Песни, обозначенные , лидировали в хит-параде Best Sellers в чарте Stores chart (1948—58). Песни, обозначенные §, лидировали в хит-параде Most Played by Jockeys chart (1949—58). В 1958 году все три чарты были объединены в единый Hot C&W Sides (ныне Hot Country Songs).

### По общему числу недель в кантри-чарте
| Недель | Песня              | Исполнитель                       | Годы            |
| ------ | ------------------ | --------------------------------- | --------------- |
| 66     | «Cruise»           | Florida Georgia Line              | 2012-2013       |
| 56     | «Love Like Crazy»  | Lee Brice                         | 2009-2010       |
| 56     | «Wanted»           | Hunter Hayes                      | 2012-2013       |
| 54     | «Bouquet of Roses» | Eddy Arnold                       | 1948-1949       |
| 53     | «Voices»           | Крис Янг                          | 2008, 2010—2011 |
| 52     | «Fräulein»         | Bobby Helms                       | 1957-1958       |
| 51     | «Let It Rain»      | David Nail featuring Sarah Buxton | 2011-2012       |

### Наибольший период между первым и последним хитом № 1
| Время             | Исполнитель    | Первый № 1 хит и год                          | Последний № 1 хит и год                                      |
| ----------------- | -------------- | --------------------------------------------- | ------------------------------------------------------------ |
| 35 лет, 1 месяц   | Долли Партон   | «Joshua» (февраль 1971)                       | «When I Get Where I'm Going» (март 2006, дуэт с Брэд Пейсли) |
| 30 лет, 9 месяцев | Alabama        | «Tennessee River» (август 1980)               | «Old Alabama» (июнь 2011, дуэт с Брэд Пейсли)                |
| 29 лет, 1 месяц   | Джонни Кэш     | «I Walk the Line» (июль 1956)                 | «Highwayman» (август 1985, как часть The Highwaymen)         |
| 28 лет            | Реба Макинтайр | «Can't Even Get the Blues» (январь 1983)      | «Turn On the Radio» (январь 2011)                            |
| 27 лет, 9 месяцев | Вилли Нельсон  | «Blue Eyes Crying in the Rain» (октябрь 1975) | «Beer for My Horses» (июнь 2003, дуэт с Toby Keith)          |
| 26 лет, 7 месяцев | Джордж Стрейт  | «Fool Hearted Memory» (август 1982)           | «River of Love» (апрель 2009)                                |

### Самозамена на № 1
Певец Eddy Arnold поставил рекорд, когда в 1947—1948 гг пять его хитов подряд занимали первые места в чарте, не уступая никому место № 1. Вот список этих песен:
- «I’ll Hold You in My Heart (Till I Can Hold You In My Arms)» (21 неделя)
- «Anytime» (9 недель)
- «Bouquet of Roses» (18 недель Jukebox, 19 недель Best Seller)
- «Texarkana Baby» (3 недели Jukebox, 1 неделя Best Seller)
- «Just A Little Lovin' (Will Go a Long, Long Way)» (8 недель Jukebox, 4 недели Best Seller).

| Год  | Исполнитель                             | Песня № 1                                                                 | Смещена хитом № 1                                                                   |
| ---- | --------------------------------------- | ------------------------------------------------------------------------- | ----------------------------------------------------------------------------------- |
| 1944 | Al Dexter                               | «So Long Pal» (13 недель)                                                 | «Too Late To Worry, Too Blue to Cry» (2 недели)                                     |
| 1949 | Jimmy Wakely                            | «One Has My Name» (11 недель Best Seller)                                 | «I Love You So Much It Hurts» (3 недели Best Seller)                                |
| 1950 | Hank Snow and His Rainbow Ranch Boys    | «I’m Moving On» (21 неделя Best Seller)                                   | «The Golden Rocket» (2 недели Best Seller)                                          |
| 1952 | Карл Смит                               | «Let Old Mother Nature Have Her Way» (6 недель Best Seller)               | «When You Feel Like You’re In Love (Don’t Just Stand There)» (5 недель Best Seller) |
| 1953 | Hank Williams with His Drifting Cowboys | «Kaw-Liga» (13 недель best seller, 8 недель Jockey и juke boxes)          | «Your Cheatin' Heart» (6 недель Jockey, 2 недели Jukebox)                           |
| 1954 | Webb Pierce                             | «There Stands The Glass» (12 недель Best Seller)                          | «Slowly» (17 weeks Best Seller)                                                     |
| 1955 | Webb Pierce                             | «In The Jailhouse Now» (20 недель Best Seller)                            | «I Don’t Care» (12 недель Best Seller)                                              |
| 1956 | Элвис Пресли                            | «I Forgot To Remember to Forget» (5 недель Jukebox, 2 недели Best Seller) | «Heartbreak Hotel» (17 недель Best Seller, 13 недель Jukebox, 12 недель Jockey)     |
| 1956 | Элвис Пресли                            | «Heartbreak Hotel» (17 недели Best Seller)                                | «I Want You, I Need You, I Love You» (2 недели Best Seller)                         |
| 1964 | Buck Owens                              | «My Heart Skips a Beat» (7 weeks)                                         | «Together Again» (2 недели)                                                         |
| 1982 | Вилли Нельсон                           | «Always on My Mind» (2 недели)                                            | «Just to Satisfy You» (дуэт с Вэйлон Дженнингс, 2 недели)                           |
| 2002 | Тим Макгро                              | «The Cowboy in Me» (1 неделю)                                             | «Bring On the Rain» (дуэт с Jo Dee Messina, 1 неделю)                               |
| 2014 | Люк Брайан                              | «This Is How We Roll» (дуэт с Florida Georgia Line, 6 недель)             | «Play It Again» (9 недель)                                                          |

### Самое долгое восхождение сингла до № 1
Источник:
- 51 неделя — «Voices» — Chris Young (не подряд, с перерывами; дебютировал на № 36) (2011)
- 49 недель — «Let It Rain» — David Nail при участии Sarah Buxton (2012)
- 41 неделя — «Find Out Who Your Friends Are» — Tracy Lawrence (2007)
- 38 недель — «Crazy Girl» — Eli Young Band (2011)

## Возрастные рекорды

### Самый молодой среди мужчин
- Певец в Top 40 — Billy Gilman, которому было 12 лет и 3 месяца в сентябре 2000, когда он вошёл в чарт на место № 20 с песней «One Voice.»
- Певец с хитом № 1 — Phil Everly, которому было 18 лет и 6 месяцев в июле 1957, когда он как член группы Everly Brothers, возглавил чарт с песней «Bye Bye Love.»

#### Самый пожилой среди мужчин
- Певец в Top 40 — George Burns, которому было 84 года в марте 1980, когда он вошёл в чарт Top 15 с песней «I Wish I Was Eighteen Again.»
- Певец с хитом № 1 — Вилли Нельсон, которому было 70 лет, 1 месяц и 2 недели, когда возглавил чарт с песней «Beer for My Horses», в дуэте вместе с 41-летним Toby Keith 14 июня 2003.

## Статистика по годам

### Число хитов № 1 за весь год
- Наибольшее: в 1985 и 1986 годах было по 51 хиту № 1 за каждый учитываемый год.
- Наименьшее: 1960 год, когда только 4 разные песни возглавляли кантри-чарт за весь год (или 5, если учитывать песню «El Paso» от Марти Роббинса), каждая по 10 и более недель пребывавшая на вершине хит-парада.

### Лидер по итогам года
Лучшими исполнителями по итогам всего года становились:
- 3 раза — Тим Макгро (1997, 1998, 2004)

 — Вилли Нельсон (1978, 1982, 1984)
 — Hank Williams with His Drifting Cowboys (1949, 1951, 1953)
- 2 — Bill Anderson (1963, 1969)

 — Rodney Atkins (2006, 2007)
 — Clint Black (1989, 1990)
 — Brooks & Dunn (1996, 2001)
 — Freddie Hart (1971, 1972)
 — Alan Jackson (1991, 1993)
 — Waylon Jennings (1977, 1978)
 — Lonestar (1999, 2003)
 — Ronnie Milsap (1980, 1985)
 — John Michael Montgomery (1994, 1995)
 — Hank Snow and His Rainbow Ranch Boys (1950, 1954)
 — Conway Twitty (1970, 1973)

## По числу недель в Топ-10 в Country Airplay
- 28 — «Thinking ’Bout You» (2021—2022), Дастин Линч при участии Маккензи Портер[англ.]. Рекорд с 1990 года, когда выделен отдельный радиочарт Country Airplay[38].
- 26 — «If I Didn’t Love You» (2021), Джейсон Олдин и Кэрри Андервуд.
- 23 — «Famous Friends» (2021), Крис Янг и Кейн Браун
- 21 — «Amazed» (1999, Lonestar)
- 21 — «Yours» (2018, Russell Dickerson)

## Альбомы

### По числу№ 1 кантри-альбомов
Источник (1964—2015):
- 26 — Джордж Стрейт (последний #1 был в 2015 году, «Cold Beer Conversation»)
- 16 — Мерл Хаггард[41]
- 16 — Вилли Нельсон
- 15 — Тим Макгро
- 15 — Гарт Брукс[42]
- 14 — Кенни Чесни[43]
- 13 — Алан Джексон
- 13 — Рибы МакИнтайр (последний #1 был в 2017 году, «Sing It Now: Songs of Faith & Hope»; рекорд для женщин)
- 12 — Бак Оуэнс
- 12 — Charley Pride
- 10 — Лоретта Линн (№ 2 среди певиц)

### По числу синглов с одного альбома
С альбома Come On Over певицы Шанайи Твейн в кантри-чарте побывали следующие 11 хитов из 12 выпущенных на синглах (всего там было 16 песен):
1. «Love Gets Me Every Time» (#1)
2. «Don't Be Stupid (You Know I Love You)» (#6)
3. «You're Still the One» (#1)
4. «From This Moment On» (#6)
5. «Honey, I'm Home» (#1)
6. «That Don't Impress Me Much» (#8)
7. «Man! I Feel Like a Woman!» (#4)
8. «You've Got a Way» (#13)
9. «Come On Over» (#6)
10. «Rock This Country!» (#30)
11. «I'm Holdin' on to Love (to Save My Life)» (#17)

С альбома Red певицы Тейлор Свифт
1. «We Are Never Ever Getting Back Together» (#1)
2. «Begin Again» (#10)
3. «Red» (#2)
4. «I Almost Do» (#13)
5. «All Too Well» (#17)
6. «Stay Stay Stay» (#24)
7. «Treacherous» (#26)
8. «Starlight» (#28)
9. «Holy Ground» (#32)
10. «The Lucky One» (#33)
11. «Sad Beautiful Tragic» (#37)

С альбома Here's to the Good Times группы Florida Georgia Line
1. «Cruise» (#1)
2. «Get Your Shine On» (#5)
3. «Here’s to the Good Times» (#33)
4. «Round Here» (#3)
5. «Stay» (#1)
6. «Dayum, Baby» (#49)
7. «This Is How We Roll» (#1)
8. «Take It Out on Me» (#32)
9. «Hands on You» (#33)
10. «Headphones» (#39)
11. «People Back Home» (#42)

### По числу хитов № 1 с одного альбома

#### Мужчины
С альбома Diamonds & Dirt певца Rodney Crowell было 5 хитов № 1:
1. «It's Such a Small World» (дуэт вместе с Rosanne Cash)
2. «I Couldn’t Leave You If I Tried»
3. «She’s Crazy for Leaving»
4. «After All This Time»
5. «Above and Beyond (The Call of Love)»

С альбома 5th Gear певца Брэд Пейсли было 5 хитов № 1:
1. «Ticks»
2. «Online»
3. «Letter to Me»
4. «I'm Still a Guy»
5. «Waitin' on a Woman»

#### Женщины
С альбома King's Record Shop певицы Rosanne Cash было 4 хита № 1:
1. «The Way We Make a Broken Heart»
2. «If You Change Your Mind»
3. «Tennessee Flat Top Box»
4. «Runaway Train»

С альбома The Woman in Me певицы Шанайи Твейн
1. «Any Man of Mine»
2. «(If You're Not in It for Love) I'm Outta Here!»
3. «You Win My Love»
4. «No One Needs to Know»

С альбома Carnival Ride певицы Кэрри Андервуд
1. «So Small»
2. «All-American Girl»
3. «Last Name»
4. «Just a Dream»

#### Группы
С альбома Roll On группы Alabama было 4 хита № 1:
1. «Roll On (Eighteen Wheeler)»
2. «When We Make Love»
3. «If You're Gonna Play in Texas (You Gotta Have a Fiddle in the Band)»
4. «(There's A) Fire in the Night»

С альбома Southern Star группы Alabama:
1. «Song of the South»
2. «If I Had You»
3. «High Cotton»
4. «Southern Star»

С альбома Lonely Grill группы Lonestar:
1. «Amazed»
2. «Smile»
3. «What About Now»
4. «Tell Her»

С альбома The Foundation группы Zac Brown Band:
1. «Chicken Fried»
2. «Toes»
3. «Highway 20 Ride»
4. «Free»

С альбома You Get What You Give uheggs Zac Brown Band:
1. «As She's Walking Away» (duet with Alan Jackson)
2. «Colder Weather»
3. «Knee Deep» (duet with Jimmy Buffett)
4. «Keep Me in Mind»

#### Дуэты
С альбома Why Not Me дуэта The Judds было 4 хита № 1:
1. «Mama He’s Crazy»
2. «Why Not Me»
3. «Girls' Night Out»
4. «Love Is Alive»

С альбома Rockin' with the Rhythm дуэта The Judds:
1. «Have Mercy»
2. «Grandpa (Tell Me 'bout the Good Old Days)»
3. «Rockin' with the Rhythm of the Rain»
4. «Cry Myself to Sleep»

С альбома Brand New Man дуэта Brooks & Dunn
1. «Brand New Man»
2. «My Next Broken Heart»
3. «Neon Moon»
4. «Boot Scootin' Boogie»

### По числу лучших кантри-альбомов года
Billboard Year-End Country
- 4 — Garth Brooks (1991, 1992, 1995, 1998)

 — Shania Twain (1996, 1999, 2003, 2005)
 — Taylor Swift (2009, 2011, 2012, 2013)
- 3 — Willie Nelson (1976, 1978, 1982)
- 2 — Alabama (1983, 1985)

 — Glen Campbell (1968, 1969)
 — Tim McGraw (1994, 2001)
 — Charley Pride (1970, 1972)
 — Charlie Rich (1973, 1974)
 — Kenny Rogers (1979, 1980)
 — Randy Travis (1987, 1988)
 — Carrie Underwood (2006, 2007)

### Альбомы по числу недель на первом месте
Источник.
- 51, Dangerous: The Double Album, Морган Уоллен, 23 января 2021
- 50, This One’s for You, Люк Комбс, 24 июня 2017
- 50, Come On Over, Шанайя Твейн, 22 ноября 1997
- 43, Always & Forever, Рэнди Трэвис, 20 июня 1987
- 41, No Fences, Гарт Брукс, 13 октября 1990
- 37, What You See Is What You Get, Люк Комбс, 23 ноября 2019
- 36, Fly, Dixie Chicks, 18 сентября 1999
- 35, Fearless, Тейлор Свифт, 29 ноября 2008
- 35, O Brother, Where Art Thou?, саундтрек, 24 февраля 2001
- 34, Some Gave All, Билли Рэй Сайрус, 6 июня 1992